# 찰리 바틀렛
《찰리 바틀렛》(Charlie Bartlett)은 미국에서 제작된 존 폴 감독의 2007년 코미디, 드라마 영화이다. 안톤 옐친 등이 주연으로 출연하였고 데이비드 퍼멋 등이 제작에 참여하였다.

## 출연

### 주연
- 안톤 옐친
- 로버트 다우니 주니어

### 조연
- 홉 데이비스
- 캣 데닝스
- 타일러 힐튼
- 마크 렌달
- 딜랜 테일러
- 메이건 파크
- 제이크 엡스타인
- 조나단 맬렌

## 기타
- 공동제작: 스티브 론기
- 미술: 타마라 데버렐
- 의상: 루이스 시쿠에이라
- 배역: 로빈 D. 쿡
- 배역: 리처드 힉스
- 배역: 데이빗 루빈